# Anglo-Welsh Cup 2012/13
Der Anglo-Welsh Cup 2012/13 war die 42. Ausgabe des Anglo-Welsh Cup. Aus Sponsoringgründen trug sie den Namen LV= Cup. Der Wettbewerb begann am 9. November 2012, das Finale fand am 17. März 2013 im Sixways Stadium in Worcester statt. In ihm gewannen die Harlequins 32:14 gegen die Sale Sharks und gewannen damit zum dritten Mal das Turnier.

## Gruppen 1 und 4
|    | Team                  | Spiele | Siege | Unent. | Ndlg. | Spiel- punkte | Diff. | Bonus- punkte | Tabellen- punkte |
| -- | --------------------- | ------ | ----- | ------ | ----- | ------------- | ----- | ------------- | ---------------- |
| 1. | Harlequins            | 4      | 4     | 0      | 0     | 91:60         | + 31  | 1             | 17               |
| 2. | Exeter Chiefs         | 4      | 3     | 0      | 1     | 99:63         | + 36  | 1             | 13               |
| 3. | Newport Gwent Dragons | 4      | 2     | 0      | 2     | 95:94         | + 1   | 0             | 8                |
| 4. | Gloucester Rugby      | 4      | 1     | 0      | 3     | 85:111        | - 26  | 2             | 6                |

|    | Team               | Spiele | Siege | Unent. | Ndlg. | Spiel- punkte | Diff. | Bonus- punkte | Tabellen- punkte |
| -- | ------------------ | ------ | ----- | ------ | ----- | ------------- | ----- | ------------- | ---------------- |
| 1. | Bath Rugby         | 4      | 3     | 0      | 1     | 96:47         | + 49  | 1             | 13               |
| 2. | Northampton Saints | 4      | 2     | 0      | 2     | 105:86        | + 19  | 1             | 9                |
| 3. | Ospreys            | 4      | 1     | 0      | 3     | 72:84         | − 12  | 2             | 6                |
| 4. | London Welsh       | 4      | 0     | 0      | 4     | 55:153        | − 98  | 0             | 0                |

| 9. November 2012 19:45 WEZ | Ospreys | 33 : 27 | Gloucester Rugby | Liberty Stadium, Swansea Zuschauer: 5.738 |
| 9. November 2012 19:45 WEZ | Bericht |         |                  | Liberty Stadium, Swansea Zuschauer: 5.738 |

| 10. November 2012 13:00 WEZ | Northampton Saints | 30 : 31 | Harlequins | Franklin’s Gardens, Northampton Zuschauer: 11.586 |
| 10. November 2012 13:00 WEZ | Bericht            |         |            | Franklin’s Gardens, Northampton Zuschauer: 11.586 |

| 10. November 2012 14:15 WEZ | Bath Rugby | 36 : 15 | Newport Gwent Dragons | Recreation Ground, Bath Zuschauer: 10.960 |
| 10. November 2012 14:15 WEZ | Bericht    |         |                       | Recreation Ground, Bath Zuschauer: 10.960 |

| 11. November 2012 16:00 WEZ | London Welsh | 15 : 42 | Exeter Chiefs | Kassam Stadium, Oxford Zuschauer: 2.084 |
| 11. November 2012 16:00 WEZ | Bericht      |         |               | Kassam Stadium, Oxford Zuschauer: 2.084 |

| 16. November 2012 19:45 WEZ | Harlequins | 21 : 12 | Bath Rugby | The Stoop, London Zuschauer: 11.655 |
| 16. November 2012 19:45 WEZ | Bericht    |         |            | The Stoop, London Zuschauer: 11.655 |

| 17. November 2012 16:30 WEZ | Gloucester Rugby | 46 : 20 | London Welsh | Kingsholm Stadium, Gloucester Zuschauer: 9.936 |
| 17. November 2012 16:30 WEZ | Bericht          |         |              | Kingsholm Stadium, Gloucester Zuschauer: 9.936 |

| 17. November 2012 17:00 WEZ | Exeter Chiefs | 23 : 13 | Ospreys | Sandy Park, Exeter Zuschauer: 7.829 |
| 17. November 2012 17:00 WEZ | Bericht       |         |         | Sandy Park, Exeter Zuschauer: 7.829 |

| 18. November 2012 15:15 WEZ | Newport Gwent Dragons | 20 : 30 | Northampton Saints | Rodney Parade, Newport Zuschauer: 5.312 |
| 18. November 2012 15:15 WEZ | Bericht               |         |                    | Rodney Parade, Newport Zuschauer: 5.312 |

| 26. Januar 2013 14:15 WEZ | Bath Rugby | 16 : 6 | Exeter Chiefs | Recreation Ground, Bath Zuschauer: 11.170 |
| 26. Januar 2013 14:15 WEZ | Bericht    |        |               | Recreation Ground, Bath Zuschauer: 11.170 |

| 26. Januar 2013 15:00 WEZ | Harlequins | 23 : 6 | London Welsh | The Stoop, London Zuschauer: 12.356 |
| 26. Januar 2013 15:00 WEZ | Bericht    |        |              | The Stoop, London Zuschauer: 12.356 |

| 26. Januar 2013 15:00 WEZ | Northampton Saints | 26 : 7 | Gloucester Rugby | Franklin’s Gardens, Northampton Zuschauer: 12.722 |
| 26. Januar 2013 15:00 WEZ | Bericht            |        |                  | Franklin’s Gardens, Northampton Zuschauer: 12.722 |

| 26. Januar 2013 18:30 WEZ | Newport Gwent Dragons | 18 : 14 | Ospreys | Rodney Parade, Newport Zuschauer: 4.607 |
| 26. Januar 2013 18:30 WEZ | Bericht               |         |         | Rodney Parade, Newport Zuschauer: 4.607 |

| 2. Februar 2013 14:00 WEZ | Gloucester Rugby | 5 : 32 | Bath Rugby | Kingsholm Stadium, Gloucester Zuschauer: 13.243 |
| 2. Februar 2013 14:00 WEZ | Bericht          |        |            | Kingsholm Stadium, Gloucester Zuschauer: 13.243 |

| 2. Februar 2013 18:30 WEZ | Exeter Chiefs | 28 : 19 | Northampton Saints | Sandy Park, Exeter Zuschauer: 8.181 |
| 2. Februar 2013 18:30 WEZ | Bericht       |         |                    | Sandy Park, Exeter Zuschauer: 8.181 |

| 3. Februar 2013 15:00 WEZ | London Welsh | 14 : 42 | Newport Gwent Dragons | Kassam Stadium, Oxford Zuschauer: 1.772 |
| 3. Februar 2013 15:00 WEZ | Bericht      |         |                       | Kassam Stadium, Oxford Zuschauer: 1.772 |

| 3. Februar 2013 17:00 WEZ | Ospreys | 12 : 16 | Harlequins | Brewery Field, Bridgend Zuschauer: 2.849 |
| 3. Februar 2013 17:00 WEZ | Bericht |         |            | Brewery Field, Bridgend Zuschauer: 2.849 |

## Gruppen 2 und 3
|    | Team               | Spiele | Siege | Unent. | Ndlg. | Spiel- punkte | Diff. | Bonus- punkte | Tabellen- punkte |
| -- | ------------------ | ------ | ----- | ------ | ----- | ------------- | ----- | ------------- | ---------------- |
| 1. | Sale Sharks        | 4      | 3     | 0      | 1     | 122:104       | + 18  | 3             | 15               |
| 2. | Leicester Tigers   | 4      | 2     | 0      | 2     | 96:101        | - 5   | 1             | 9                |
| 3. | Cardiff Blues      | 4      | 2     | 0      | 2     | 59:64         | - 5   | 1             | 9                |
| 4. | Worcester Warriors | 4      | 1     | 0      | 3     | 89:114        | − 25  | 1             | 5                |

|    | Team         | Spiele | Siege | Unent. | Ndlg. | Spiel- punkte | Diff. | Bonus- punkte | Tabellen- punkte |
| -- | ------------ | ------ | ----- | ------ | ----- | ------------- | ----- | ------------- | ---------------- |
| 1. | Saracens     | 4      | 3     | 0      | 1     | 102:69        | + 33  | 2             | 14               |
| 2. | London Irish | 4      | 2     | 0      | 2     | 101:84        | + 17  | 4             | 12               |
| 3. | Scarlets     | 4      | 2     | 0      | 2     | 97:105        | − 8   | 0             | 8                |
| 4. | London Wasps | 4      | 1     | 0      | 3     | 83:108        | − 25  | 2             | 6                |

| 9. November 2012 19:30 WEZ | Cardiff Blues | 22 : 17 | London Wasps | Cardiff Arms Park, Cardiff Zuschauer: 7.046 |
| 9. November 2012 19:30 WEZ | Bericht       |         |              | Cardiff Arms Park, Cardiff Zuschauer: 7.046 |

| 9. November 2012 19:45 WEZ | Saracens | 38 : 21 | Leicester Tigers | Goldington Road, Bedford Zuschauer: 3.168 |
| 9. November 2012 19:45 WEZ | Bericht  |         |                  | Goldington Road, Bedford Zuschauer: 3.168 |

| 10. November 2012 15:00 WEZ | Worcester Warriors | 34 : 18 | Scarlets | Sixways Stadium, Worcester Zuschauer: 7.489 |
| 10. November 2012 15:00 WEZ | Bericht            |         |          | Sixways Stadium, Worcester Zuschauer: 7.489 |

| 11. November 2012 15:00 WEZ | London Irish | 34 : 28 | Sale Sharks | Madejski Stadium, Reading Zuschauer: 8.654 |
| 11. November 2012 15:00 WEZ | Bericht      |         |             | Madejski Stadium, Reading Zuschauer: 8.654 |

| 16. November 2012 20:00 WEZ | Sale Sharks | 25 : 23 | Saracens | Salford City Stadium, City of Salford Zuschauer: 5.243 |
| 16. November 2012 20:00 WEZ | Bericht     |         |          | Salford City Stadium, City of Salford Zuschauer: 5.243 |

| 17. November 2012 18:30 WEZ | Scarlets | 22 : 16 | Cardiff Blues | Parc y Scarlets, Llanelli Zuschauer: 6.469 |
| 17. November 2012 18:30 WEZ | Bericht  |         |               | Parc y Scarlets, Llanelli Zuschauer: 6.469 |

| 18. November 2012 15:00 WEZ | Leicester Tigers | 22 : 15 | London Irish | Welford Road, Leicester Zuschauer: 17.569 |
| 18. November 2012 15:00 WEZ | Bericht          |         |              | Welford Road, Leicester Zuschauer: 17.569 |

| 18. November 2012 15:00 WEZ | London Wasps | 28 : 19 | Worcester Warriors | Adams Park, High Wycombe Zuschauer: 5.152 |
| 18. November 2012 15:00 WEZ | Bericht      |         |                    | Adams Park, High Wycombe Zuschauer: 5.152 |

| 26. Januar 2013 15:00 WEZ | Leicester Tigers | 34 : 8 | London Wasps | Welford Road, Leicester Zuschauer: 19.757 |
| 26. Januar 2013 15:00 WEZ | Bericht          |        |              | Welford Road, Leicester Zuschauer: 19.757 |

| 26. Januar 2013 15:00 WEZ | Sale Sharks | 36 : 17 | Scarlets | Salford City Stadium, City of Salford Zuschauer: 3.108 |
| 26. Januar 2013 15:00 WEZ | Bericht     |         |          | Salford City Stadium, City of Salford Zuschauer: 3.108 |

| 27. Januar 2013 15:00 WEZ | London Irish | 46 : 24 | Worcester Warriors | Madejski Stadium, Reading Zuschauer: 5.038 |
| 27. Januar 2013 15:00 WEZ | Bericht      |         |                    | Madejski Stadium, Reading Zuschauer: 5.038 |

| 27. Januar 2013 15:00 WEZ | Saracens | 19 : 11 | Cardiff Blues | Allianz Park, London Zuschauer: 3.726 |
| 27. Januar 2013 15:00 WEZ | Bericht  |         |               | Allianz Park, London Zuschauer: 3.726 |

| 1. Februar 2013 19:30 WEZ | Cardiff Blues | 10 : 6 | London Irish | Cardiff Arms Park, Cardiff Zuschauer: 5.938 |
| 1. Februar 2013 19:30 WEZ | Bericht       |        |              | Cardiff Arms Park, Cardiff Zuschauer: 5.938 |

| 2. Februar 2013 14:00 WEZ | London Wasps | 30 : 33 | Sale Sharks | Adams Park, High Wycombe Zuschauer: 5.430 |
| 2. Februar 2013 14:00 WEZ | Bericht      |         |             | Adams Park, High Wycombe Zuschauer: 5.430 |

| 2. Februar 2013 15:00 WEZ | Worcester Warriors | 12 : 22 | Saracens | Sixways Stadium, Worcester Zuschauer: 6.552 |
| 2. Februar 2013 15:00 WEZ | Bericht            |         |          | Sixways Stadium, Worcester Zuschauer: 6.552 |

| 3. Februar 2013 13:00 WEZ | Scarlets | 40 : 19 | Leicester Tigers | Parc y Scarlets, Llanelli Zuschauer: 6.496 |
| 3. Februar 2013 13:00 WEZ | Bericht  |         |                  | Parc y Scarlets, Llanelli Zuschauer: 6.496 |

## K.-o.-Runde
Halbfinale
| 9. März 2013 12:15 WEZ | Harlequins | 31 : 23         | Bath Rugby | The Stoop, London Zuschauer: 6.523 Schiedsrichter: Leighton Hodges |
| 9. März 2013 12:15 WEZ | Versuche: Guest 8. erh. Williams 20. erh., 52. erh. Dickson 36. erh. Erhöhungen: Botica (4/4) Straftritte: Botica (1/1) 67. | (14:10) Bericht | Versuche: Louw 26. erh. Abendanon 58. erh. Erhöhungen: Heathcote (2/2) Straftritte: Heathcote (3/3) 39., 42., 63. | The Stoop, London Zuschauer: 6.523 Schiedsrichter: Leighton Hodges |

| 10. März 2013 13:00 WEZ | Sale Sharks | 21 : 15         | Saracens                                         | Salford City Stadium, City of Salford Zuschauer: 3.129 Schiedsrichter: JP Doyle |
| 10. März 2013 13:00 WEZ | Versuche: Holmes 37. n.erh. Fowles 67. erh. Erhöhungen: Cipriani (1/2) Straftritte: Cipriani (3/3) 4., 17., 78. | (11:12) Bericht | Straftritte: Spencer (5/5) 5., 8., 14., 24., 63. | Salford City Stadium, City of Salford Zuschauer: 3.129 Schiedsrichter: JP Doyle |

Finale 
| 17. März 2013 15:00 WEZ | Harlequins | 32 : 14        | Sale Sharks                                                          | Sixways Stadium, Worcester Zuschauer: 8.100 Schiedsrichter: Greg Garner |
| 17. März 2013 15:00 WEZ | Versuche: Williams 9. n.erh. Guest 26. erh. Casson 44. erh. Wallace 53. erh. Erhöhungen: Botica (3/4) Straftritte: Botica (2/2) 4., 33. | (18:6) Bericht | Versuche: Leota 56. n.erh. Straftritte: Cipriani (3/3) 15., 30., 42. | Sixways Stadium, Worcester Zuschauer: 8.100 Schiedsrichter: Greg Garner |

## Statistik
Meiste erzielte Versuche
|    | Name               | Versuche | Verein                |
| -- | ------------------ | -------- | --------------------- |
| 1. | Tonderai Chavhanga | 3        | Newport Gwent Dragons |
| 1. | Danny Cipriani     | 3        | Sale Sharks           |
| 1. | Andy Fenby         | 3        | Scarlets              |
| 1. | Ben Morgan         | 3        | Gloucester Rugby      |
| 1. | Jack Nowell        | 3        | Exeter Chiefs         |
| 1. | Semesa Rokoduguni  | 3        | Bath Rugby            |
| 1. | Tom Williams       | 3        | Harlequins            |
| 1. | Marland Yarde      | 3        | London Irish          |

Meiste erzielte Punkte
|    | Name           | Punkte | Verein                |
| -- | -------------- | ------ | --------------------- |
| 1. | Ben Botica     | 78     | Harlequins            |
| 2. | Danny Cipriani | 73     | Sale Sharks           |
| 3. | Steffan Jones  | 50     | Newport Gwent Dragons |
| 4. | Ryan Lamb      | 48     | Northampton Saints    |
| 5. | Tom Heathcote  | 43     | Bath Rugby            |
| 6. | Nils Mordt     | 42     | Saracens              |
| 7. | Matthew Morgan | 39     | Ospreys               |
| 8. | Owen Williams  | 36     | Scarlets              |
| 9. | Tommy Bell     | 35     | London Wasps          |
| 9. | Ben Spencer    | 35     | Saracens              |